# 응아우루호에산

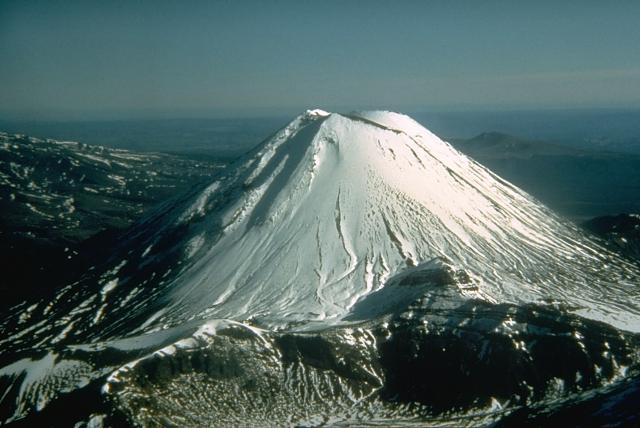
응아우루호에산

응아우루호에산(영어: Mount Ngauruhoe, 마오리어: Ngāuruhoe [ŋauɾuhoe])은 뉴질랜드 북섬, 통가리로 국립공원에 있는 화산이다. 란기포 사막 서쪽에 위치한 타우포 호수 남쪽에서 25 km 남쪽에 있다. 이 산은 한라산 같은 능선이 있다.
"응아우루호에"라는 명칭은 여러 설이 있어며, “달궈진 돌 던지기”라는 말에서 온 것으로 생각된다.

## 지리
산의 해발은 2,291m 높이로, 통가리로 국립공원에 포함된 루아페후 산(2,797 m)에 이어 두 번째의 높이를 자랑하고 있다. 또한, 루아페후 산이 통가리로 산과 함께 1993년에 유네스코 세계복합유산으로 인정받았다.
통가리로 일대의 산들은 화산이 많은 타우포 화산대라고 한다. 25,000년 전에 탄생한 것으로 보이며, 타우포 화산대 중 가장 늦게 산이 형성되었다고 추측된다. 응아우루호에 산은 1975년부터 20세기 후반 무렵까지 45회 분화했다. 1977년 이후 분화하지 않고 안정된 상태를 보이고 있다.

## 같이 보기
- 타우포 화산대
- 통가리로 국립공원

## 갤러리

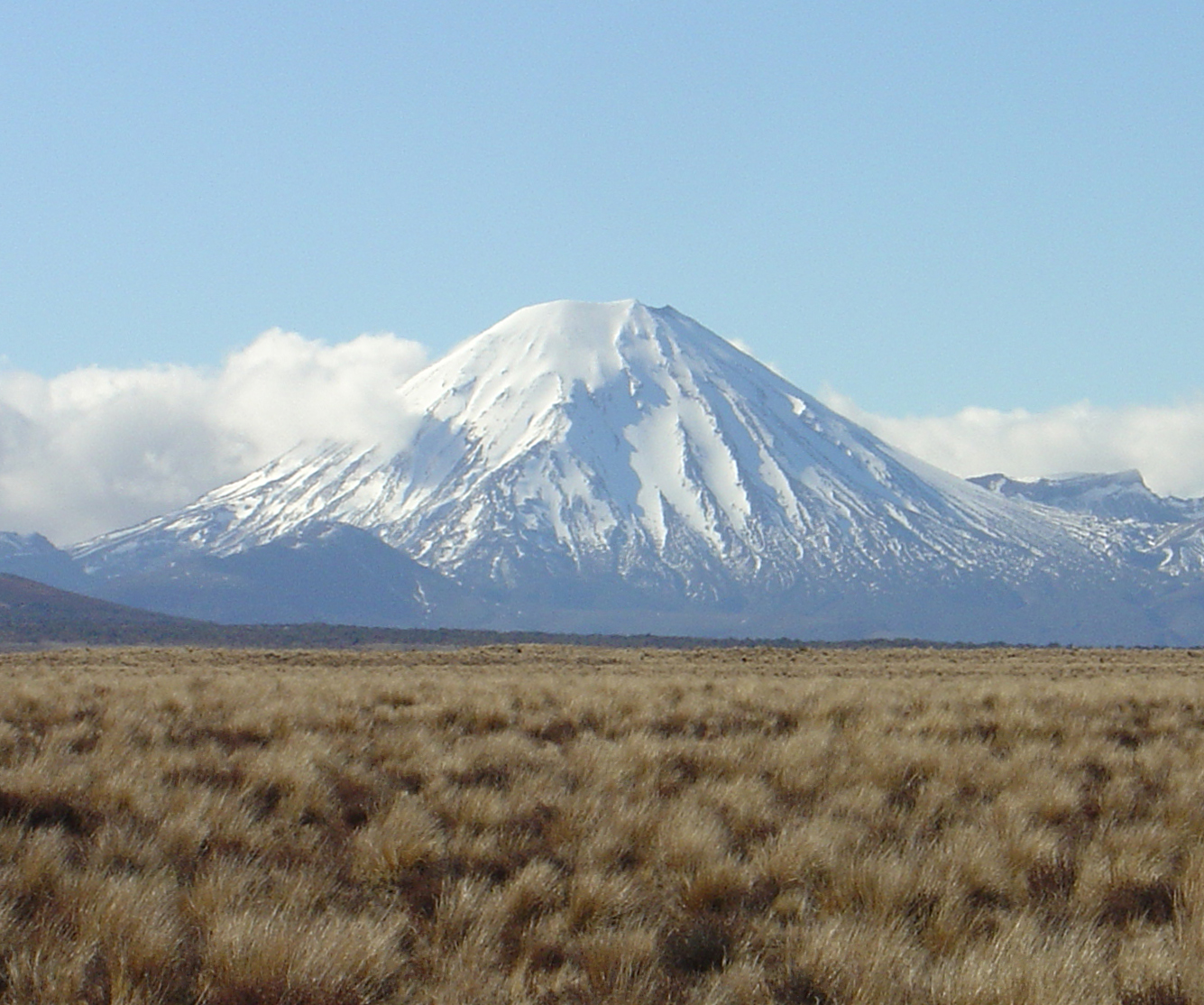
2003년
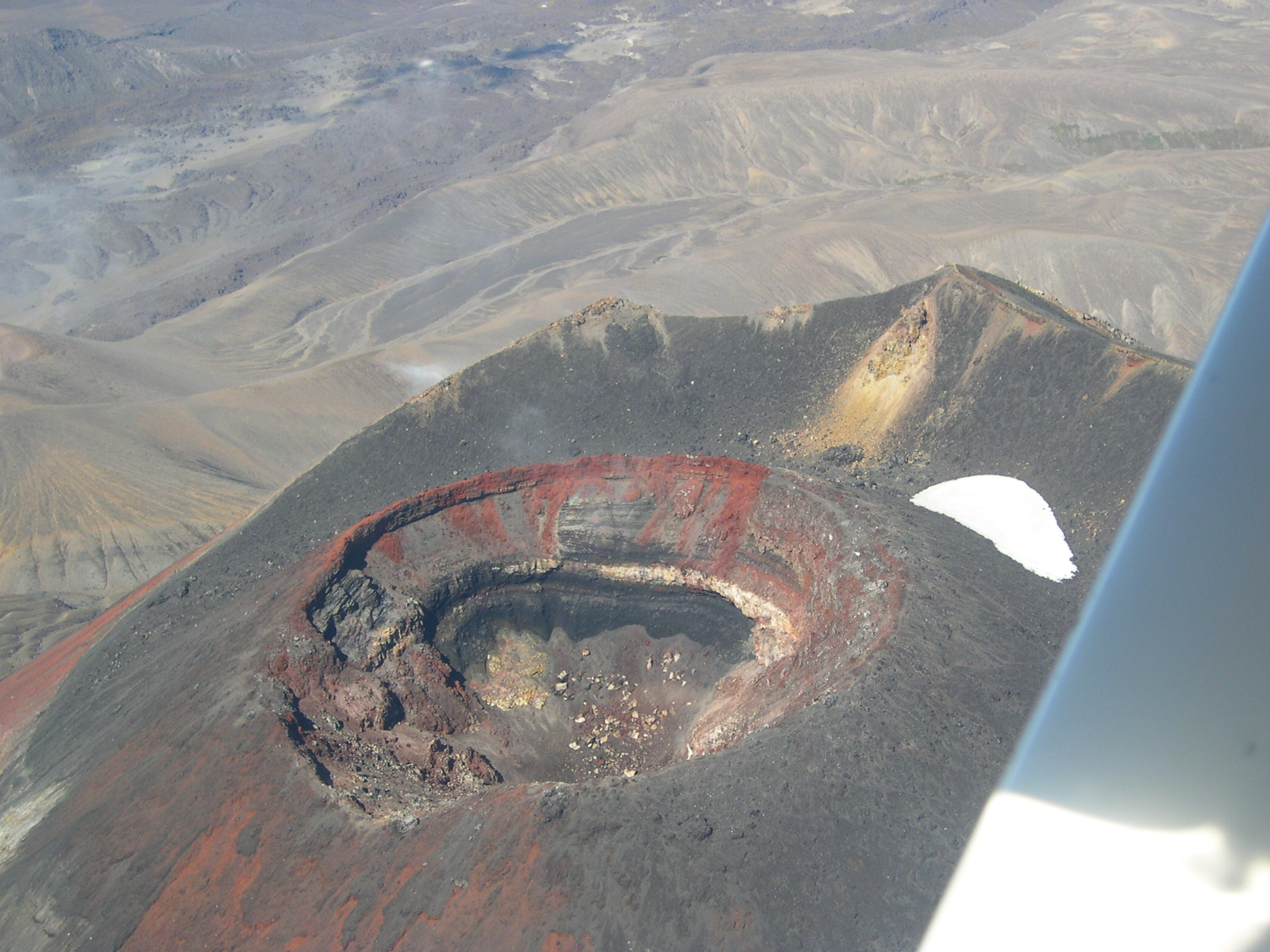
공중에서 본 모습